# Frederic al IV-lea, elector palatin
Frederic al IV-lea al Palatinatului (n. 5 martie 1574, Amberg — d. 19 septembrie 1610, Heidelberg) a fost principe al Palatinatului între 1583 și 1610, totodată unul din cei șapte principi electori ai Sfântul Imperiu Roman.
A fost de religie reformată. În anul 1608 a întemeiat Uniunea Protestantă, desființată în anul 1621 în contextul Războiului de treizeci de ani.
Fiul său, Frederic al V-lea, a fost ales în anul 1619 de stările protestante de la Praga ca rege al Boemiei, fiind cunoscut ca „Regele de o iarnă” (a domnit din toamnă până în primăvară).